# Hamadryas peruviana
Hamadryas peruviana är en fjärilsart som beskrevs av Felix Bryk 1953. Hamadryas peruviana ingår i släktet Hamadryas och familjen praktfjärilar. Inga underarter finns listade i Catalogue of Life.